# Dominik Lakatoš
Dominik Lakatoš (* 8. dubna 1997 Kolín) je český hokejový útočník působící v týmu BK Mladá Boleslav v české extralize ledního hokeje (ELH). Pochází z romsko-české rodiny, má jednu sestru Kristýnu Lakatošovou a v současné době je zasnoubený s Karolínou Valkounovou. 

## Ocenění a úspěchy
- 2014 ČHL-18 - Nejvíce vstřelených branek v oslabení
- 2016 ČHL - Nejlepší nováček
- 2017 ČHL - Nejproduktivnější junior
- 2023 ČHL - Nejvíce vstřelených branek v oslabení
- 2025 ČHL - Nejtrestanější hráč

## Prvenství
- Debut v ČHL - 13. března 2015 (Bílí Tygři Liberec proti HC Energie Karlovy Vary)
- První gól v ČHL - 20. září 2015 (Bílí Tygři Liberec proti Mountfield HK, českému brankáři Ondřeji Kacetlovi)
- První asistence v ČHL - 27. září 2015 (Bílí Tygři Liberec proti HC Oceláři Třinec)
- První hattrick v ČHL - 18. prosince 2019 (HC Vítkovice Ridera proti HC Olomouc)

## Klubová statistika
| Sezóna      | Klub                   | Soutěž      |     | Základní část | Základní část | Základní část | Základní část | Základní část |    | Play off | Play off | Play off | Play off | Play off |
| Sezóna      | Klub                   | Soutěž      | Z   | G             | A             | B             | TM            | Z             | G  | A        | B        | TM       |          |          |
| 2012/13     | Bílí Tygři Liberec 18  | ČHL-18      | 35  | 10            | 7             | 17            | 38            | 5             | 0  | 0        | 0        | 18       |          |          |
| 2013/14     | Bílí Tygři Liberec 18  | ČHL-18      | 41  | 17            | 28            | 45            | 60            | 10            | 5  | 8        | 13       | 10       |          |          |
| 2013/14     | Bílí Tygři Liberec 20  | ČHL-20      | 1   | 0             | 0             | 0             | 2             | —             | —  | —        | —        | —        |          |          |
| 2014/15     | Bílí Tygři Liberec 18  | ČHL-18      | 29  | 20            | 23            | 43            | 56            | —             | —  | —        | —        | —        |          |          |
| 2014/15     | Bílí Tygři Liberec 20  | ČHL-20      | 19  | 3             | 10            | 13            | 22            | 6             | 2  | 1        | 3        | 6        |          |          |
| 2014/15     | Bílí Tygři Liberec     | ČHL         | 0   | 0             | 0             | 0             | 0             | 1             | 0  | 0        | 0        | 4        |          |          |
| 2015/16     | Bílí Tygři Liberec     | ČHL         | 37  | 7             | 4             | 11            | 20            | 12            | 1  | 4        | 5        | 10       |          |          |
| 2016/17     | Bílí Tygři Liberec     | ČHL         | 41  | 10            | 12            | 22            | 80            | 16            | 8  | 5        | 13       | 8        |          |          |
| 2017/18     | Bílí Tygři Liberec     | ČHL         | 50  | 10            | 11            | 21            | 64            | 10            | 1  | 1        | 2        | 30       |          |          |
| 2017/18     | HC Benátky nad Jizerou | 1. ČHL      | 2   | 1             | 1             | 2             | 2             | —             | —  | —        | —        | —        |          |          |
| 2018/19     | Bílí Tygři Liberec     | ČHL         | 17  | 0             | 4             | 4             | 14            | —             | —  | —        | —        | —        |          |          |
| 2018/19     | HC Benátky nad Jizerou | 1. ČHL      | 2   | 1             | 0             | 1             | 2             | —             | —  | —        | —        | —        |          |          |
| 2018/19     | Bílí Tygři Liberec     | ČHL         | 28  | 0             | 5             | 5             | 55            | 8             | 0  | 2        | 2        | 10       |          |          |
| 2018/19     | PSG Berani Zlín        | ČHL         | 22  | 4             | 9             | 13            | 8             | —             | —  | —        | —        | —        |          |          |
| 2019/20     | HC Vítkovice Ridera    | ČHL         | 52  | 14            | 13            | 27            | 50            | —             | —  | —        | —        | —        |          |          |
| 2020/21     | HC Vítkovice Ridera    | ČHL         | 48  | 23            | 19            | 42            | 74            | 5             | 1  | 1        | 2        | 14       |          |          |
| 2021/22     | SaiPa Lappeenranta     | Liiga       | 15  | 1             | 5             | 6             | 22            | —             | —  | —        | —        | —        |          |          |
| 2021/22     | HC Vítkovice Ridera    | ČHL         | 37  | 15            | 19            | 34            | 52            | 9             | 1  | 4        | 5        | 7        |          |          |
| 2022/23     | HC Vítkovice Ridera    | ČHL         | 51  | 18            | 29            | 47            | 53            | 13            | 3  | 3        | 6        | 6        |          |          |
| 2023/24     | HC Vítkovice Ridera    | ČHL         | 44  | 12            | 17            | 29            | 38            | —             | —  | —        | —        | —        |          |          |
| 2024/25     | BK Mladá Boleslav      | ČHL         |     |               |               |               |               |               |    |          |          |          |          |          |
| ČHL celkově | ČHL celkově            | ČHL celkově | 409 | 113           | 138           | 251           | 463           | 74            | 15 | 20       | 35       | 91       |          |          |

## Reprezentace
| Rok                       | Tým                       | Soutěž                    | Z | G | A | B | TM |
| ------------------------- | ------------------------- | ------------------------- | - | - | - | - | -- |
| 2016                      | Česko 20                  | MSJ                       | 5 | 2 | 0 | 2 | 0  |
| Juniorská kariéra celkově | Juniorská kariéra celkově | Juniorská kariéra celkově | 5 | 2 | 0 | 2 | 0  |